# آرش آقابیک
آرش آقابیک (زادهٔ ۷ اردیبهشت ۱۳۶۲) طراح جلوه‌های ویژه و کارگردان ایرانی است.
آقابیک فعالیت‌های هنری خویش را از سال ۱۳۷۹ به عنوان دستیار جلوه‌های ویژه در فیلم‌های آواز قو و سگ‌کشی نزد عباس شوقی در سینما آغاز نمود. او که خواهرزاده عباس شوقی است به عنوان دستیار جلوه‌های ویژه بین سال‌های ۱۳۷۹ تا ۱۳۹۰ در بیش از ۴۰۰ اثر سینمایی و تلویزیونی فعالیت کرده‌است. در سال ۱۳۹۰ وی با سمت مدیر و طراح جلوه‌های ویژه میدانی و به‌طور مستقل مشغول به کار شد. او در اولین حضور خود در سی و دومین جشنواره فیلم فجر کاندید بهترین جلوه‌های ویژه میدانی برای فیلم دهلیز (فیلم) به کارگردانی بهروز شعیبی شد.

## فیلم‌ها

### جلوه‌های ویژه میدانی
- بهشت تبهکاران (۱۴۰۲)
- بعد از رفتن(۱۴۰۱)
- یادگار جنوب (۱۴۰۱)
- ملاقات خصوصی (۱۴۰۰)
- انفرادی (فیلم) (۱۳۹۸)
- سگ بند (۱۳۹۸)
- شنای پروانه (فیلم) (۱۳۹۸)
- پوست (فیلم ۱۳۹۷) (۱۳۹۸)
- مغز استخوان (فیلم) (۱۳۹۸)
- روز بلوا (۱۳۹۸)
- دوزیست (فیلم) (۱۳۹۸)
- تومان (فیلم) (۱۳۹۸)
- بی‌صدا حلزون (۱۳۹۸)
- قصیده گاو سفید (۱۳۹۸)
- ابر بارانش گرفته (۱۳۹۸)
- سرکوب (فیلم) (۱۳۹۸)
- رحمان ۱۴۰۰ (۱۳۹۸)
- متری شیش و نیم (۱۳۹۷)
- سرخ‌پوست (فیلم) (۱۳۹۷)
- شبی که ماه کامل شد (۱۳۹۷)
- چشم‌وگوش‌بسته (فیلم ۱۳۹۷)
- آشفته‌گی (فیلم) (۱۳۹۷)
- طلا (۱۳۹۷)
- مسخره باز (۱۳۹۷)
- ناگهان درخت (۱۳۹۷)
- سال دوم دانشکده من (۱۳۹۷)
- مردی بدون سایه (۱۳۹۷)
- روزهای نارنجی (۱۳۹۷)
- جان‌دار (فیلم) (۱۳۹۷)
- گرگ بازی (۱۳۹۷)
- مصادره (فیلم) (۱۳۹۷)
- شکستن همزمان بیست استخوان (۱۳۹۷)
- آپاچی (فیلم ۱۳۹۷)
- هزارتوو (۱۳۹۷)
- شاه‌کش (۱۳۹۶)
- روسی (فیلم) (۱۳۹۶)
- ساعت ۵ عصر (۱۳۹۶)
- رضا (فیلم) (۱۳۹۶)
- چهارراه استانبول (فیلم) (۱۳۹۶)
- زرد (۱۳۹۶)
- دلم می‌خواد (۱۳۹۶)
- دارکوب فیلم (۱۳۹۶)
- آستیگمات (فیلم) (۱۳۹۶)
- رگ خواب (فیلم) (۱۳۹۵)
- یک قناری، یک کلاغ (۱۳۹۵)
- یک روز بخصوص(۱۳۹۵)
- قاتل اهلی (۱۳۹۵)
- خفه‌گی (فیلم ۱۳۹۶) (۱۳۹۵)
- نفس (فیلم ۱۳۹۵)
- سد معبر(۱۳۹۵)
- پشت دیوار سکوت(۱۳۹۵)
- خوب، بد، جلف(۱۳۹۵)
- بن‌بست وثوق(۱۳۹۵)
- ساکن طبقه وسط (۱۳۹۵)
- دختر (فیلم ۱۳۹۴)
- مالاریا (فیلم) (۱۳۹۴)
- خشم و هیاهو (فیلم ۱۳۹۴)
- بارکد (فیلم) (۱۳۹۴)
- آااادت نمی‌کنیم (۱۳۹۴)
- دراکولا (فیلم ۱۳۹۴)
- هفت‌ماهگی (۱۳۹۴)
- گیتا (فیلم) (۱۳۹۴)
- یک دزدی عاشقانه (۱۳۹۴)
- ربوده‌شده (فیلم ۱۳۹۴)
- ماه در جنگل (۱۳۹۴)
- یه شام خوب (۱۳۹۴)
- خانه‌ای در خیابان چهل و یکم (۱۳۹۴)
- رخ دیوانه (۱۳۹۴)
- احتمال باران اسیدی (۱۳۹۳)
- در دنیای تو ساعت چند است؟ (۱۳۹۳)
- بوفالو (فیلم) (۱۳۹۳)
- یک دزدی عاشقانه (۱۳۹۳)
- ملبورن (فیلم) (۱۳۹۳)
- اعترافات ذهن خطرناک من (۱۳۹۳)
- کوچه بی‌نام(۱۳۹۳)
- امروز (فیلم) (۱۳۹۳)
- این سیب هم برای تو (۱۳۹۳)
- عصر یخبندان (فیلم ۱۳۹۳)
- خداحافظی طولانی (فیلم ۱۳۹۳)
- ارغوان (فیلم) (۱۳۹۳)
- ماجان (۱۳۹۳)
- بهمن (فیلم ۱۳۹۳)
- دو (فیلم ۱۳۹۳)
- سکوت رعنا (۱۳۹۳)
- مستانه (فیلم) (۱۳۹۳)
- یک شهروند کاملاً معمولی (۱۳۹۳)
- استخر (فیلم ۱۳۹۳)
- هیس! دخترها فریاد نمی‌زنند (۱۳۹۲)
- تراژدی (فیلم) (۱۳۹۲)
- زندگی جای دیگری است (۱۳۹۲)
- اشباح (فیلم ۱۳۹۲)
- طبقه هساث (۱۳۹۲)
- چند متر مکعب عشق (۱۳۹۲)
- آتیش بازی (۱۳۹۲)
- کلاف (فیلم) (۱۳۹۲)
- برف (فیلم) (۱۳۹۲)
- چه خوبه که برگشتی (۱۳۹۲)
- میهمان داریم (۱۳۹۲)
- پنج تا پنج (۱۳۹۲)
- انارهای نارس (۱۳۹۲)
- ارسال یک آگهی تسلیت برای روزنامه (۱۳۹۲)
- با دیگران (۱۳۹۲)
- تراژدی (فیلم) (۱۳۹۲)
- دهلیز (فیلم) (۱۳۹۱)
- خوابم می‌آد (۱۳۹۱)
- به خاطر پونه (۱۳۹۱)
- رژیم طلایی (۱۳۹۱)
- خصوصی (فیلم) (۱۳۹۰)
- من مادر هستم (۱۳۹۰)
- زندگی خصوصی (۱۳۹۰)
- سنتوری (۱۳۸۹)
- دعوت (فیلم ۱۳۸۷)
- قرنطینه (فیلم ۱۳۸۶)
- خواب زمستانی (فیلم ۱۳۸۶)
- پارک‌وی (فیلم) (۱۳۸۵)
- پیشنهاد ۵۰ میلیونی (۱۳۸۴)
- سرود تولد (۱۳۸۳)
- عاشق مترسک (۱۳۸۲)
- شب‌های روشن (فیلم ۱۳۸۱)
- آواز قو (۱۳۷۹)
- سگ‌کشی (۱۳۷۹)

## شبکه نمایش خانگی

### جلوه‌های ویژه میدانی
- پوست شیر (۱۴۰۱)
- خون‌سرد (مجموعه نمایش خانگی) (۱۴۰۱)
- میدان سرخ (۱۴۰۰)
- زخم کاری (مجموعه نمایش خانگی) (۱۴۰۰)
- خسوف (مجموعه نمایش خانگی) (۱۴۰۰)
- یاغی (مجموعه نمایش خانگی) (۱۴۰۰)
- آقازاده (مجموعه نمایش خانگی) (۱۳۹۹)
- سال‌های دور از خانه (مجموعه نمایش خانگی) (۱۳۹۸)
- شهرزاد (مجموعه نمایش خانگی) (۱۳۹۶)
- قلب یخی (مجموعه نمایش خانگی) (۱۳۹۳)

## تئاترها

### جلوه‌های ویژه میدانی
- فرانکنشتاین (۱۳۹۸) (کارگردان ایمان افشاریان)
- مری پاپینز (۱۳۹۸) (کارگردان احمد سلیمانی)
- مرد بالشی (۱۳۹۸) (کارگردان علی سرابی)
- اکلیل (۱۳۹۸) (کارگردان مهدی کوشکی)
- هفت جان سگ (۱۳۹۸) (کارگردان مهدی کوشکی)
- خداحافظ باغ آلبالوی من (۱۳۹۷) (کارگردان سارا مخاوات)
- اعتراف (۱۳۹۶) (کارگردان شهاب حسینی)
- دو دلقک و نصفی (۱۳۹۶) (کارگردان جلال تهرانی)
- خاطرات و کابوس‌های یک جامه دار از زندگی و قتل میرزا تقی خان فراهانی (۱۳۹۴) (کارگردان علی رفیعی)
- ادیپوس (۱۳۹۲) (کارگردان امین اصلانی)

## سریال‌ها

### جلوه‌های ویژه میدانی
- دوپینگ (مجموعه تلویزیونی) (۱۳۹۸)
- پایتخت ۶ (۱۳۹۸)
- ملکاوان (۱۳۹۸)
- از سر نوشت (۱۳۹۸)
- آچمز (مجموعه تلویزیونی) (۱۳۹۸)
- از یادها رفته (مجموعه تلویزیونی) (۱۳۹۸)
- دل‌دار (مجموعه تلویزیونی) (۱۳۹۸)
- پدر (مجموعه تلویزیونی ۱۳۹۷)
- دیوار شیشه ای (مجموعه تلویزیونی) (۱۳۹۷)
- تعبیر وارونه یک رؤیا(۱۳۹۴)
- پایتخت ۴ (۱۳۹۴)
- پشت بام تهران (۱۳۹۴)
- همه چیز آنجاست (۱۳۹۳)
- مادرانه (۱۳۹۲)

## فیلم کوتاه و موزیک ویدئو

### کارگردان
- موزیک ویدئو «بابا کرم» گروه اپیکور (۱۳۹۸)
- موزیک ویدئو «بیا وسط» گروه اپیکور (۱۳۹۸)
- فیلم کوتاه همون روز، بعد از ظهر (۱۳۹۷)

### جلوه‌های ویژه میدانی
- قفل (۱۳۹۸)
- وودی آلن (۱۳۹۸)
- اجباری (۱۳۹۸)
- بهتر از نیل آرمسترانگ (۱۳۹۸)

## برنامه‌های تلویزیونی

### جلوه‌های ویژه میدانی
- عصر جدید (مسابقه تلویزیونی) (۱۳۹۸)
- ستاره ساز (۱۳۹۸)

## جوایز
- نامزد سیمرغ بلورین بهترین جلوه‌های ویژه میدانی سی و هفتمین جشنواره فیلم فجر برای فیلم شبی که ماه کامل شد.[۱]
- برنده سیمرغ بلورین بهترین جلوه‌های ویژه میدانی سی و پنجمین دوره جشنواره فیلم فجر برای فیلم‌های رگ خواب (فیلم) و یک روز بخصوص (فیلم ۱۳۹۴) و خفه‌گی (فیلم ۱۳۹۶)
- نامزد سیمرغ بلورین سی و هشتمین دوره جشنواره فیلم فجر برای فیلم‌های فیلم‌های «پوست» و «شنای پروانه»
- نامزد سیمرغ بلورین بهترین جلوه‌های ویژه میدانی سی و نهمین دوره جشنواره فیلم فجر[۲]